# 惠氏尾鯙
惠氏尾鯙，輻鰭魚綱鰻鱺目鯙亞目鯙科的其中一種，分布於東大西洋區，包括維德角群島、塞內加爾等海域，棲息深度1-40公尺，體長可達54.5公分，為底棲性魚類，生活在沙石底質海域，屬肉食性，生活習性不明。

## 擴展閱讀
維基物種上的相關：惠氏尾鯙